# Craccaphila
Craccaphila là một chi bướm đêm thuộc họ Erebidae.